# 제프리 피어슨

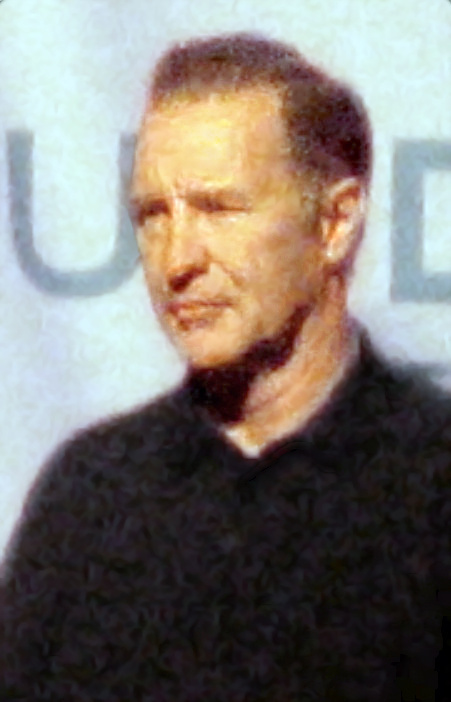

제프 피어슨(Geoff Pierson, 1949년 6월 16일 ~ )은 미국의 배우이다.
시카고에서 태어났다.

## 출연 작품
- 킬링 레이건 (2016년) - 제임스 베이커 역
- 아틀라스 슈러그드: 파트 1 (2011년)
- 러브 앤 프렌즈 (2011년) - 덱스터 다이어 시니어 역
- 지상 최고의 아빠 (2009년) - 앤더슨 교장 역
- 체인질링 (2008년)
- 올레디 데드 (2007년)
- 디 워 (2007년) - 국방장관 역
- Sleeping Dogs Lie (2006)
- 포세이돈 어드벤처 (2005년)
- 베놈 (2001년)
- 에너미 라인스 (2001년) - Admiral 도넬리 역
- 비버는 해결사 (1997년)
- 투 비츠 (1995년)

### 텔레비전
- 우리 생애 나날들 (1989)
- 로앤오더: 범죄 전담반 (1991-94)
- Grace Under Fire (1993-98)
- 파티 오브 파이브 (1994)
- 프렌즈 (2001)
- 미녀마법사 사브리나 (2001)
- 웨스트 윙 (2002-03)
- 24 (2003-05)
- 탐정 몽크 (2004)
- 뉴욕경찰 24시 (2005)
- 베로니카 마스 (2005)
- 크리미널 마인드 (2006)
- NCIS (2006)
- 덱스터 (2006-13) - 톰 매슈스 역
- 고스트 앤 크라임 (2008)
- 라이프 (2008-09)
- 보드워크 엠파이어 (2010-12)
- 캐슬 (2011-15)
- 브링크 (2015)
- 지정생존자 (2017-19)
- 스플리팅 업 투게더 (2018-19)
- 홈랜드 (2019)
- 부통령이 필요해 (2019)